# SWATH@A&R
SWATH@A&R bezeichnet ein Rumpfkonzept der Werft Abeking & Rasmussen im niedersächsischen Lemwerder. SWATH-Schiffe haben einen Doppelrumpf mit ganz eingetauchten Auftriebskörpern, der Querschnitt an der Wasserlinie hingegen ist sehr klein. Damit liegen sie bei Wellengang ruhiger im Wasser als herkömmliche Einrumpfschiffe. Die Werft nutzt diese Konstruktion seit 1999 als Plattform.
Die Werft baut nach diesem Konzept insbesondere Lotsenstationsschiffe (60m SWATH@A&R) und Lotsenversetzboote (25m SWATH@A&R). Es dient aber auch als Plattform für andere Schiffe, wie Patrouillenboote und Yachten.

## 60 m SWATH@A&R
Die 60m SWATH@A&R-Schiffe werden bisher als Lotsenstationsschiffe gebaut. Die Werft hat in den Jahren 2008 bis 2010 zwei Einheiten – die Elbe und die Weser – für die Bundesanstalt für Wasserbau gebaut, welche die Schiffe dem Lotsbetriebsverein zur Verfügung stellt. Das Investitionsvolumen betrug rund 100 Millionen Euro.
Die beiden Schiffe sind in der Elbe- bzw. Wesermündung im Einsatz. Ein weiteres Schiff des Typs wurde für das Lotsversetzsystem der belgischen Seehäfen gebaut.

### Technische Daten und Ausstattung
Die Schiffe sind rund 60 Meter lang und 24,6 Meter breit. Die Seitenhöhe der Fahrzeuge beträgt 11,33 Meter, der Tiefgang 6,5 Meter. Die Schiffe sind mit 2462 BRZ und 738 NRZ vermessen und haben eine Tragfähigkeit von rund 300 Tonnen.
Der Antrieb der Schiffe erfolgt dieselelektrisch. Für die Stromversorgung der Fahrmotoren sorgen vier Achtzylinder-Dieselmotoren von MTU Friedrichshafen mit jeweils 760 kW Leistung. Die beiden Fahrmotoren sind von AEM Anhaltisches Elektromotorenwerk Dessau (Typ: AEM AH 450 L6). Sie leisten je 1260 kW und wirken über Getriebe auf je einen Festpropeller. Die Schiffe erreichen eine Geschwindigkeit von maximal 13 Knoten. Für die weitere Stromversorgung der Verbraucher an Bord sorgt ein Hilfsdiesel. Die Motoren sind in den Schwimmkörpern untergebracht und so vom Wohnbereich getrennt.
Weiterhin haben die Schiffe ein Bugstrahlruder mit 350 kW Leistung. Das Bugstrahlruder ist in den Backbord-Schwimmkörper eingebaut.
An Bord ist Platz für insgesamt 34 Besatzungsmitglieder in Einzelkammern. Für die Lotsen stehen weitere 25 Kammern zur Verfügung. Diese sind für Doppelbelegung vorgesehen. Betrieben werden die Schiffe mit einer Besatzung von 20 Personen.

### Die Schiffe
| SWATH@A&R   | SWATH@A&R | SWATH@A&R | SWATH@A&R | SWATH@A&R                  |
| Schiffsname | Baunummer | IMO-Nr.   | Baujahr   | Spätere Namen und Verbleib |
| ----------- | --------- | --------- | --------- | -------------------------- |
| Elbe        | 6484      | 9514793   | 2009      | -                          |
| Weser       | 6485      | 9514808   | 2010      | -                          |
| Wandelaar   | 6474      | 9569011   | 2012      | -                          |

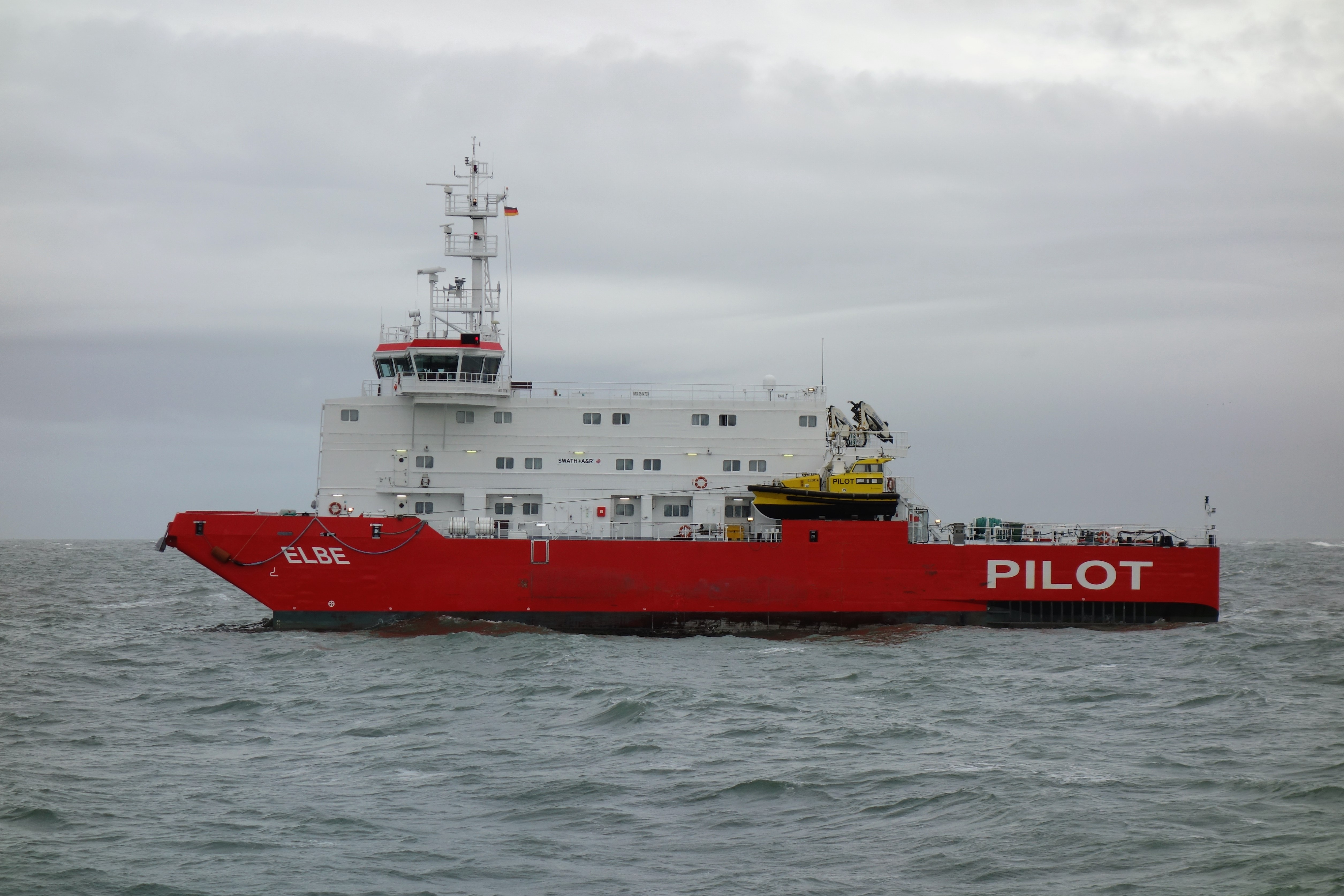
SWATH-Lotsenstationsschiff Elbe
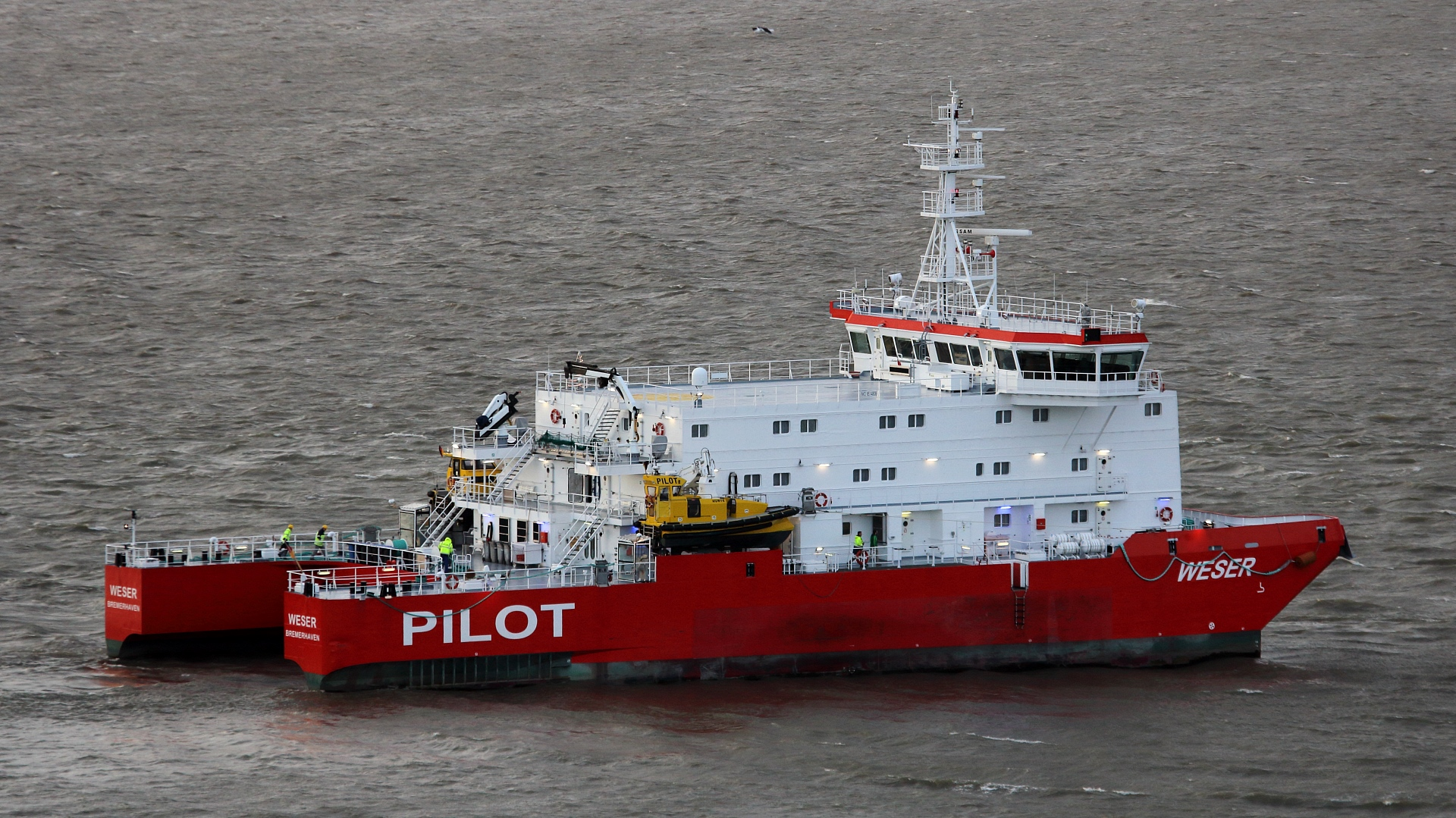
SWATH-Lotsenstationsschiff Weser
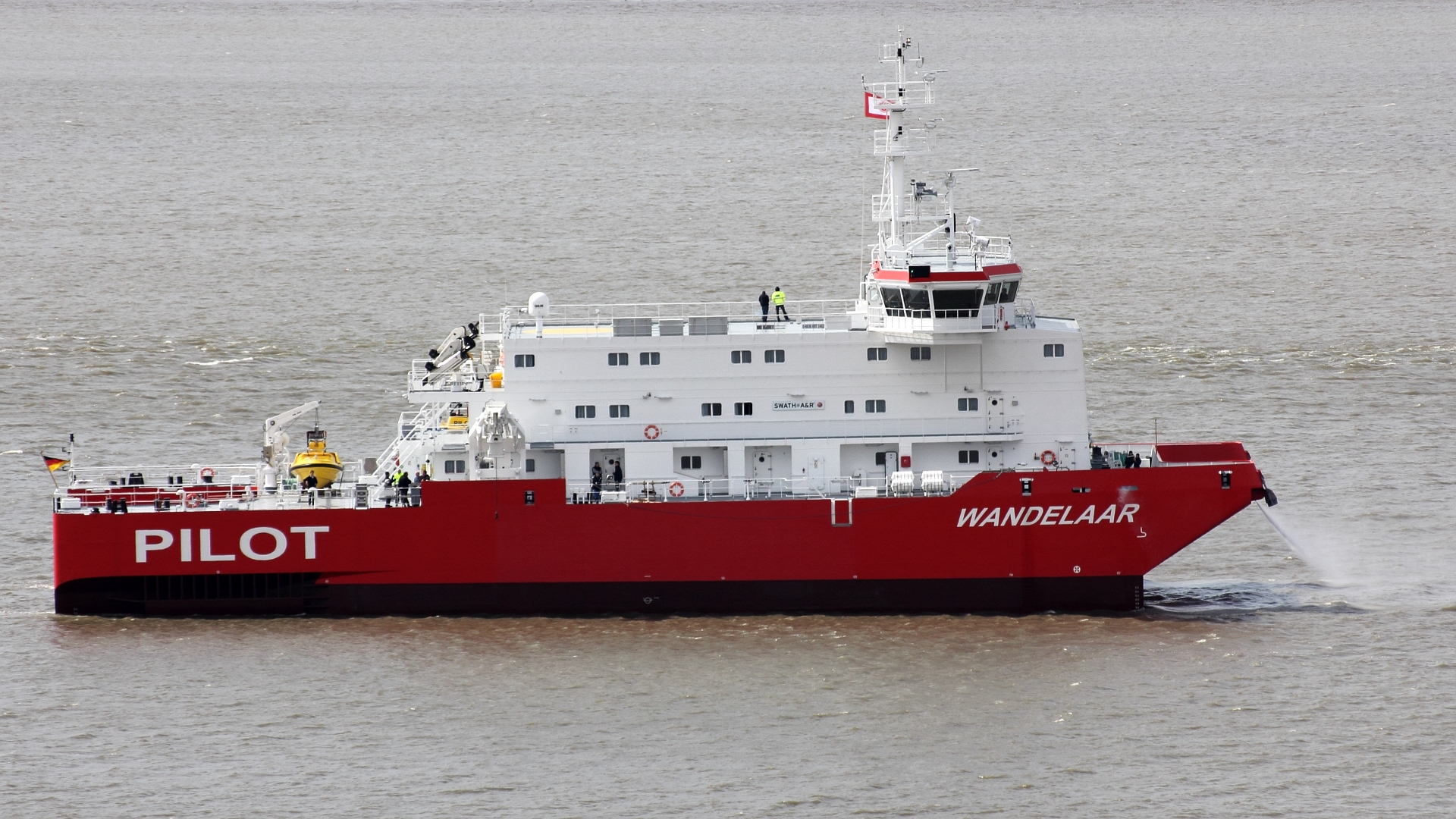
Belgisches SWATH-Lotsenstationsschiff Wandelaar

## 25 m SWATH@A&R
Die 25m SWATH@A&R-Schiffe werden in erster Linie als Lotsentender für die Lotsenstationsschiffe vom Typ 60m SWATH@A&R gebaut. Der Lotsbetriebsverein verfügt über insgesamt fünf Einheiten, die in der Elbe- und Wesermündung eingesetzt werden. Weiterhin wurden zwei Boote das Lotsversetzsystem der Niederlande, drei Boote für das Lotsversetzsystem Belgiens und zwei Boote für das Lotsversetzsystem des US-amerikanischen Hafens Houston gebaut.
Für die estnische Schifffahrtsverwaltung wurde eine Einheit des Typs als hydrographisches Vermessungsschiff gebaut. Fünf Patrouillenboote der Baureihe entstanden für die lettische Marine. Die Boote bilden dort die Skrunda-Klasse bilden. Drei Einheiten der Klasse, die in erster Linie für die Überwachung und Kontrolle der Hoheitsgewässer und der ausschließlichen Wirtschaftszone vorgesehen sind, wurden bei Abeking & Rasmussen gebaut, die anderen beiden bei Riga Shipyards. Weiterhin existiert mit der Natalia Bekker ein auf dem Konzept basierendes Schiff, das als Windpark-Tender eingesetzt wird sowie eine omanische Yacht.

### Technische Daten und Ausstattung
Die Schiffe sind 25,65 Meter lang und 13 Meter breit. Der Tiefgang beträgt 2,7 Meter. Die beiden 1999 gebauten Lotsentender Döse und Duhnen sind mit 225 BRZ und 67 NRZ vermessen, die danach gebauten Schiffe haben eine Vermessung von 228 BRZ und 68 NRZ. Die Tragfähigkeit liegt bei 14 Tonnen.
Die Natalia Bekker ist 26,18 Meter lang und 13 Meter breit. Sie ist mit 222 BRZ und 66 NRZ vermessen und verfügt über eine Tragfähigkeit von 18 Tonnen.
Die technischen Daten der Schiffe unterscheiden sich teilweise geringfügig. Der Antrieb ist dieselelektrisch. Anders als bei den Lotsenstationsschiffen, befinden sich die Dieselmotoren beim Basisentwurf der 25m SWATH@A&R-Schiffe nicht in den Schwimmkörpern.
Die beiden 1999 gebauten Lotsentender sind mit zwei Generatoren für die Stromerzeugung und zwei Elektromotoren von STN ATLAS Marine Electronics als Fahrmotoren ausgestattet (Typ: MODR 355 L 466). Die Motoren leisten maximal je 710 kW und wirken über Getriebe auf je einen Festpropeller.
Die später gebauten Einheiten sind mit zwei Generatoren von MTU Friedrichshafen (Typ: MTU 12V2000) für die Stromerzeugung ausgestattet. A&R verwendete Fahrmotoren von unterschiedlichen Herstellern. Die Lotsenversetzboote sind mit Elektromotoren von AEM Anhaltisches Elektromotorenwerk Dessau (Typ: SE 400 M4) mit je 748 kW Leistung ausgestattet. Der Windpark-Tender Natalia Bekker hat Elektromotoren von Franz Wölfer Elektromaschinenfabrik Osnabrück (Typ: WÖLFER MODRF 355-4bb) mit je 710 kW Leistung als Fahrmotoren. Die Fahrmotoren wirken ebenfalls über Getriebe auf je einen Festpropeller. Für die weitere Stromversorgung der Verbraucher an Bord sorgt ein weiterer Generator.
Die Schiffe erreichen eine Geschwindigkeit von maximal 18 Knoten. Je nach Anforderung des Auftraggebers sind die Schiffe teilweise mit Bugstrahlrudern ausgerüstet.
Die Patrouillenboote für die lettische Marine sind mit etwas stärkeren Motoren des Herstellers MAN ausgerüstet (Typ: MAN D2842); sie haben je 809 kW Leistung und wirken über Getriebe auf je einen Verstellpropeller. Die Schiffe erreichen damit eine Geschwindigkeit von über 20 Knoten. Bei den Schiffen sind die Dieselmotoren in den Schwimmkörpern untergebracht. Hierdurch bleibt im Aufbau Raum für bis zu acht Besatzungsmitglieder. Die Besatzungsmitglieder können in Zwei-Mann-Kammern untergebracht werden. Die Schiffe haben eine Reichweite von 1000 Seemeilen und können bis zu eine Woche auf See bleiben.
Die beiden für Houston Pilots gebauten Lotsentender sind jeweils mit zwei MAN-Dieselmotoren des Typs MAN D2862 LE 44 ausgestattet, die über Getriebe zwei Festpropeller antreiben. Die Schiffe erreichen rund 19 kn. Sie verfügen über ein deutlich größeres Steuerhaus sowie zehn Kammern für die Lotsen.

### Die Schiffe
| SWATH@A&R      | SWATH@A&R | SWATH@A&R | SWATH@A&R | SWATH@A&R             | SWATH@A&R                      |
| Schiffsname    | Baunummer | IMO-Nr.   | Baujahr   |                       | Spätere Namen und Verbleib     |
| -------------- | --------- | --------- | --------- | --------------------- | ------------------------------ |
| Döse           | 6427      | 9199933   | 1999      | Lotsentender          | -                              |
| Duhnen         | 6428      | 9199945   | 1999      | Lotsentender          | -                              |
| Explorer       | 6467      | 8993875   | 2004      | Seepferd Lotsentender | 2006: Borkum                   |
| Wangeroog      | 6468      | 8993887   | 2004      | Lotsentender          | -                              |
| Cetus          | 6469      | 9367102   | 2005      | Lotsentender          | -                              |
| Perseus        | 6470      | 9367114   | 2006      | Lotsentender          | -                              |
| Westdiep       | 6471      | 9568988   | 2011      | Lotsentender          | -                              |
| Wielingen      | 6472      | 9568990   | 2011      | Lotsentender          | -                              |
| Westerschelde  | 6473      | 9569009   | 2011      | Lotsentender          | -                              |
| Natalia Bekker | 6476      | 9514119   | 2010      | Windpark-Tender       | 2016: Windea Five, 2021: Novus |
| Skrunda        | 6487      |           | 2011      | Patrouillenboot       | -                              |
| Jakob Prei     | 6494      | 9580431   | 2012      | Vermessungsschiff     | -                              |
| Groden         | 6495      | 9606340   | 2011      | Lotsentender          | -                              |
| Cēsis          | 6488      |           | 2012      | Patrouillenboot       | -                              |
| Jelgava        | 6489      |           | 2013      | Patrouillenboot       | -                              |
| Al Makher      | 6500      | 9765342   | 2016      | Yacht                 | -                              |
| Houston        | 6503      | 9833204   | 2017      | Lotsentender          | -                              |
| Bayou City     | 6504      | 9833216   | 2017      | Lotsentender          | -                              |

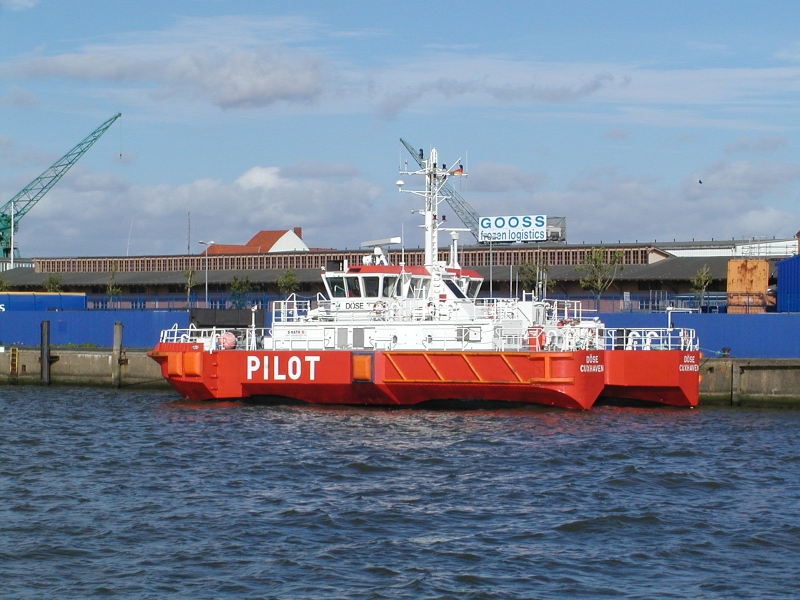
SWATH Tender Döse
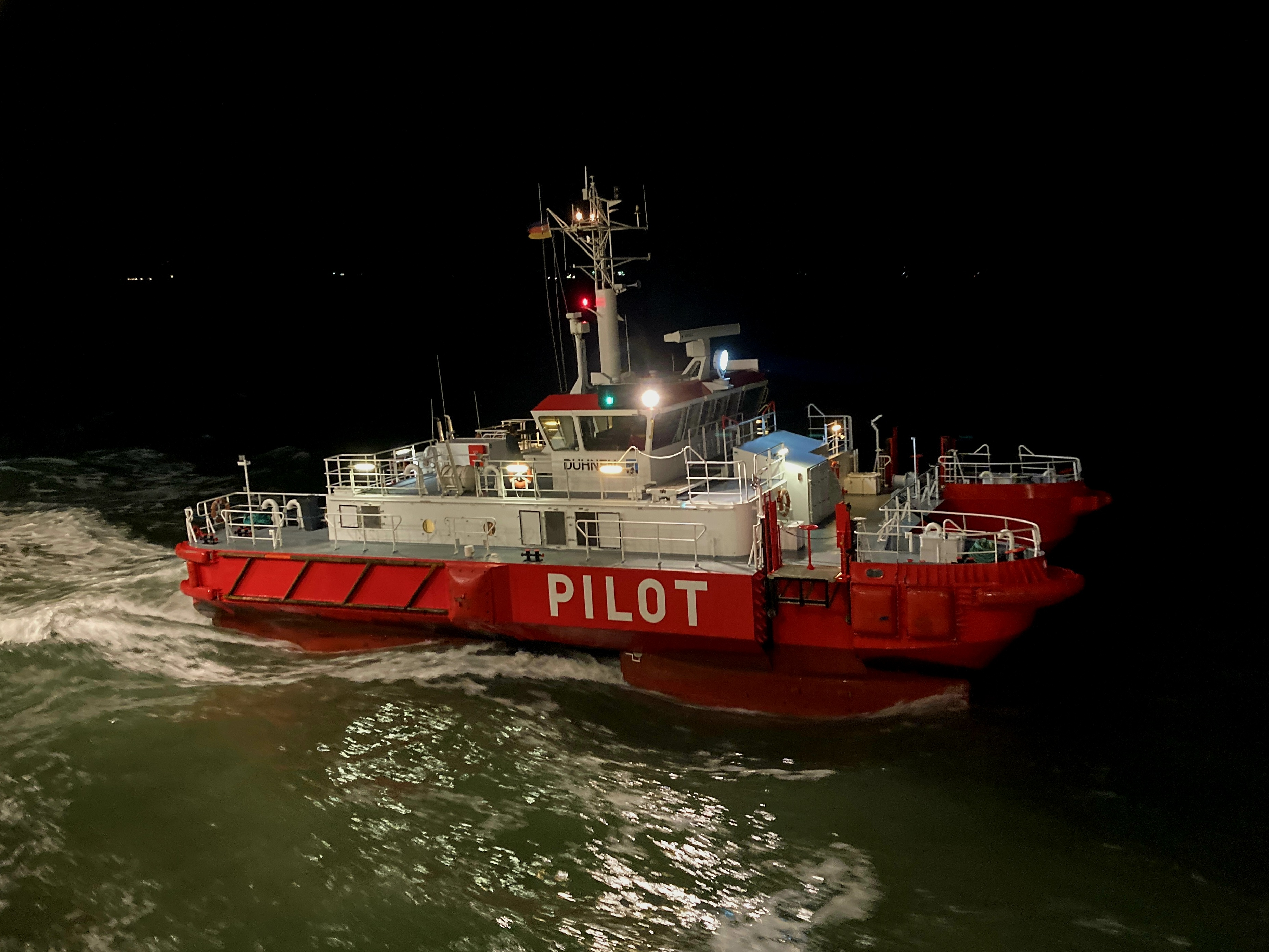
SWATH Tender Duhnen
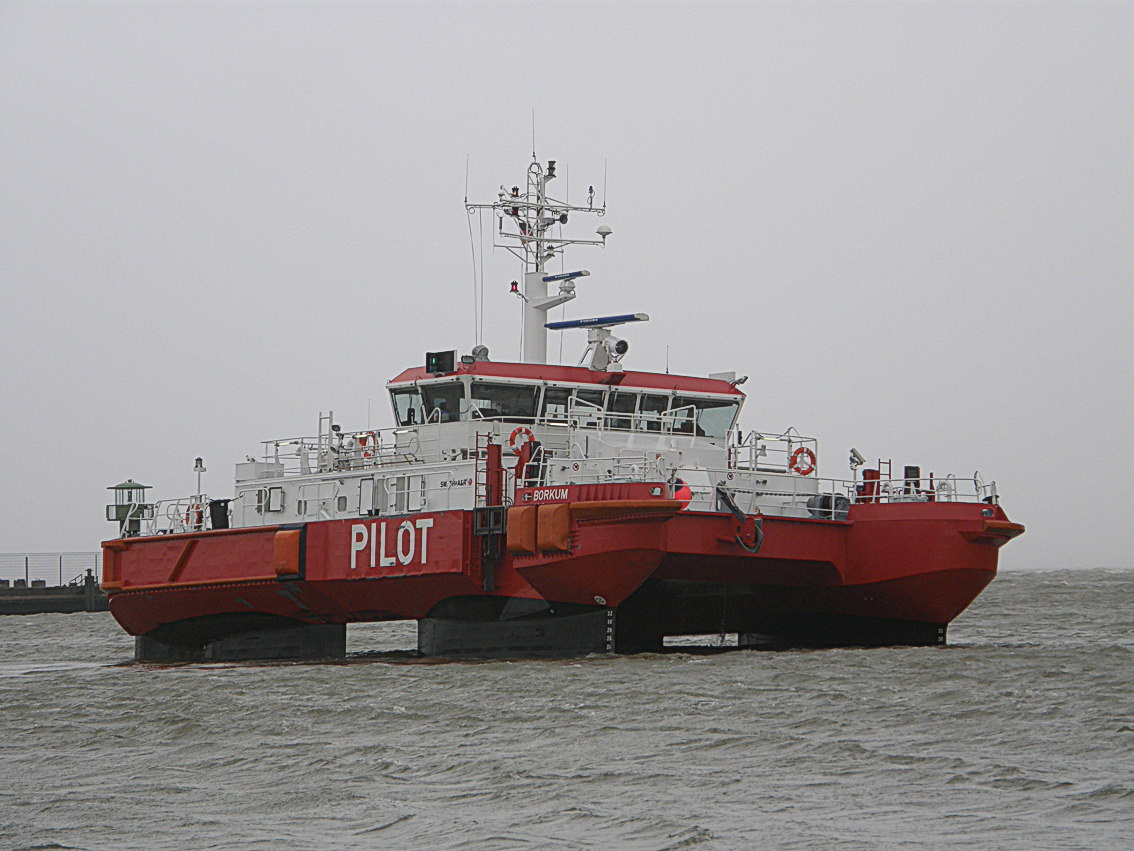
SWATH Tender Borkum
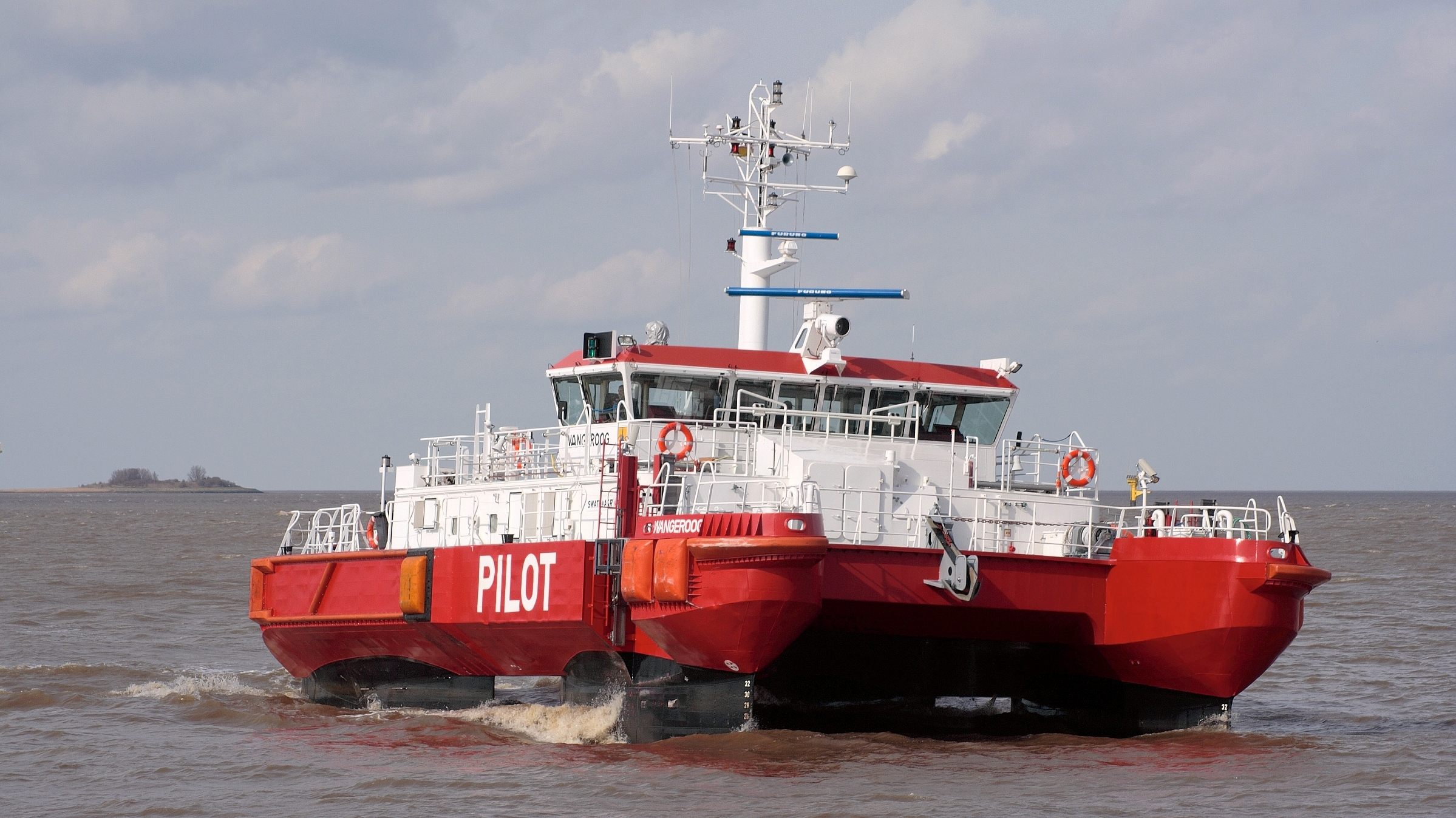
SWATH Tender Wangeroog
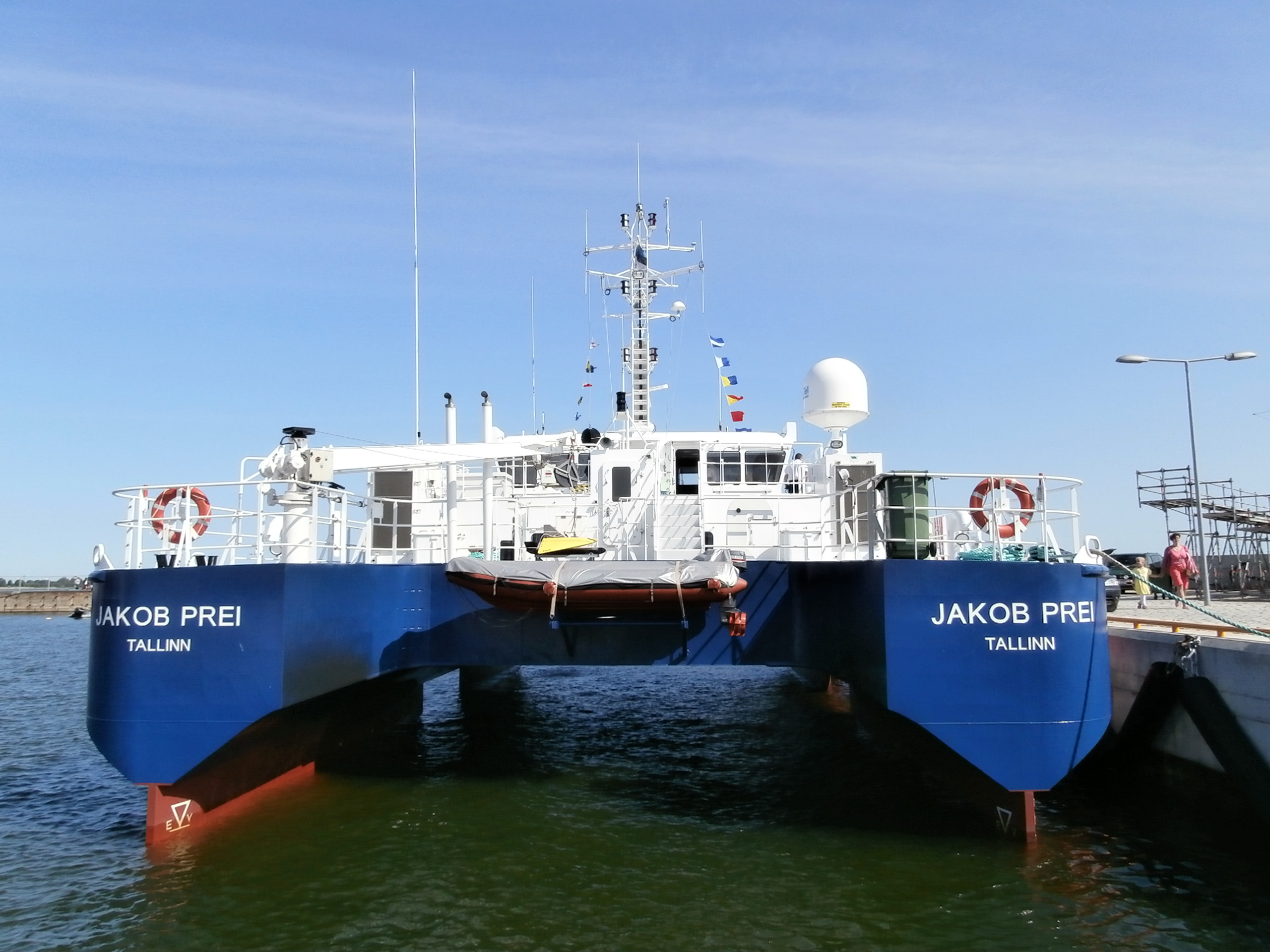
Vermessungsschiff Jakob Prei
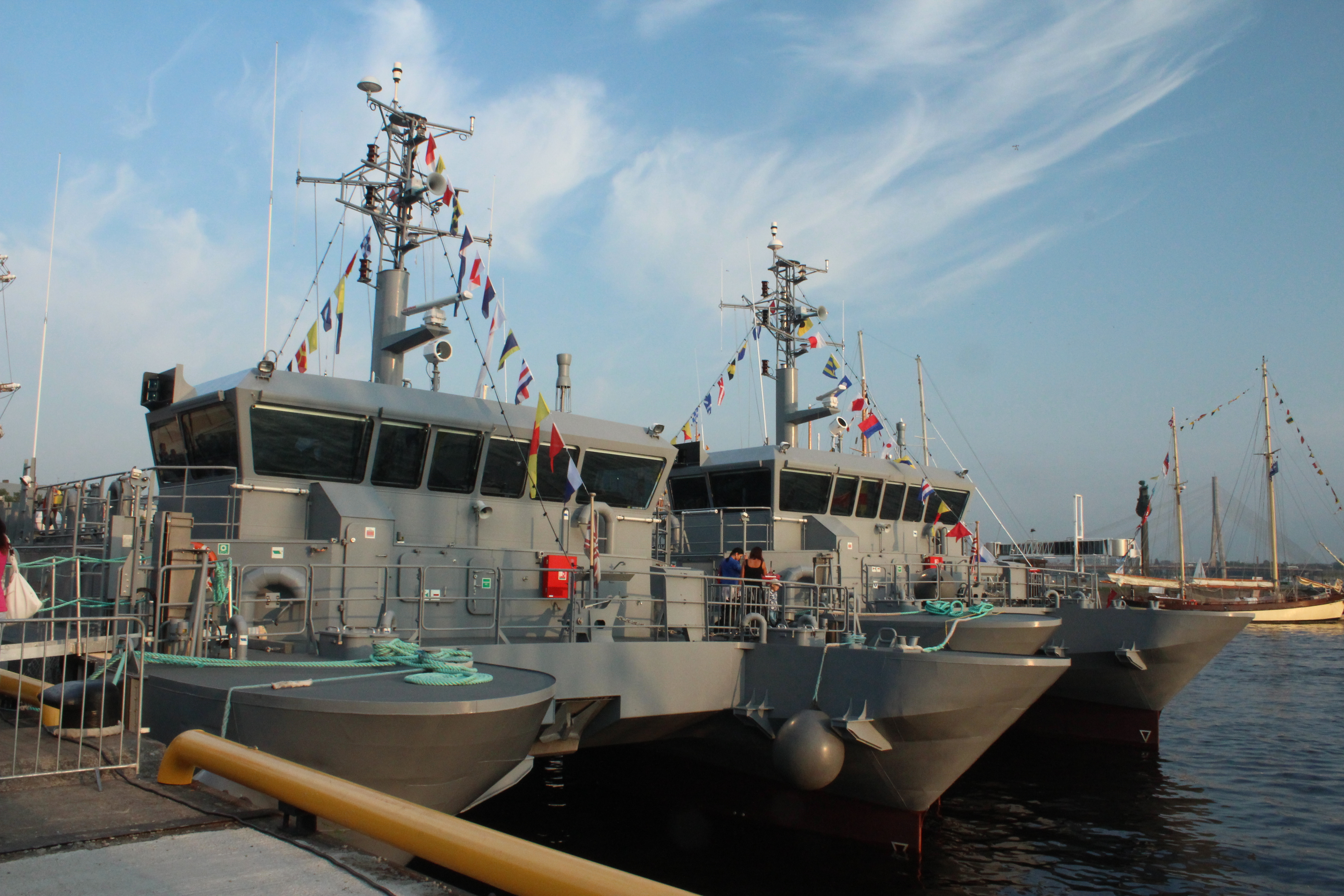
Zwei Patrouillenboote der Skrunda-Klasse
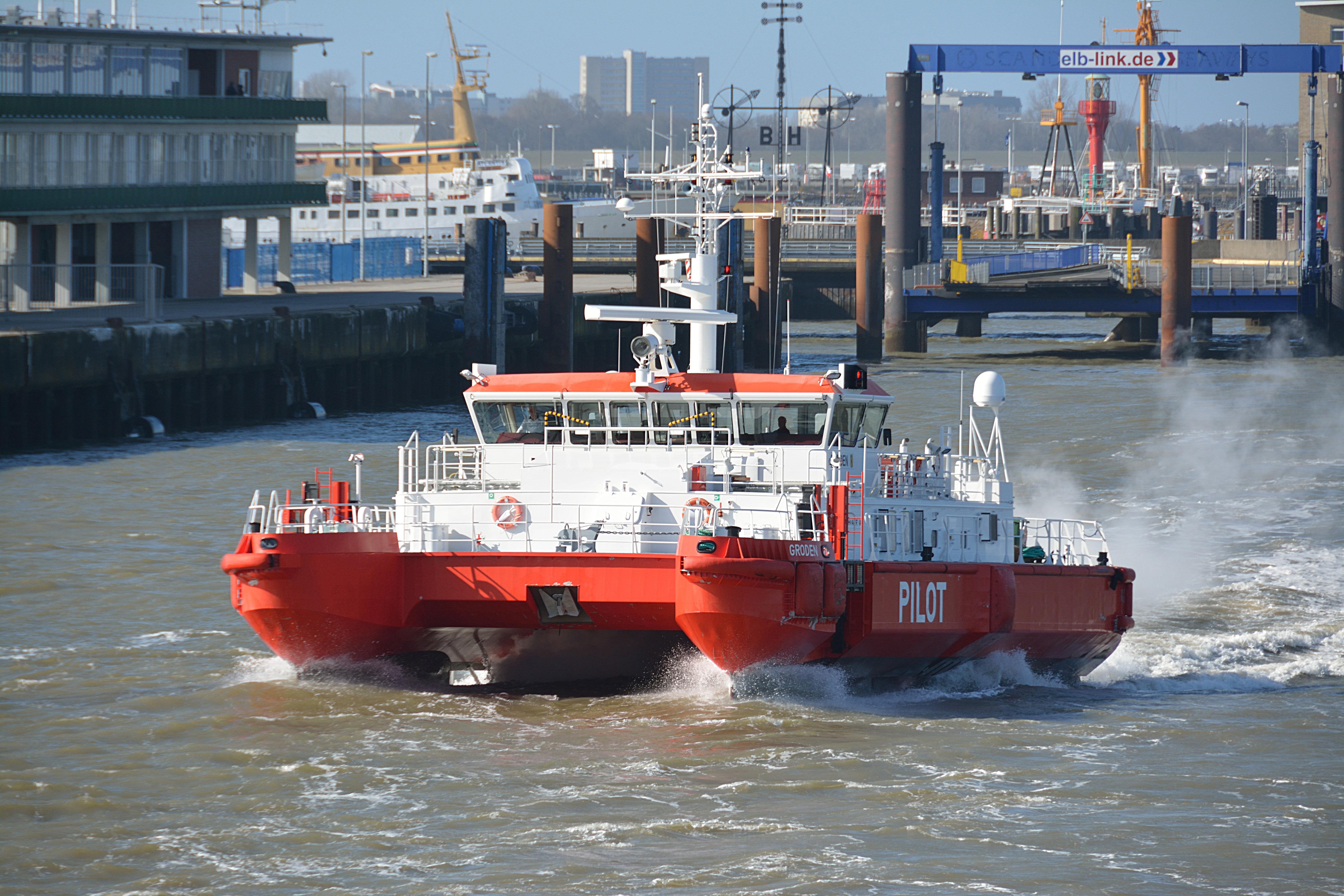
SWATH Tender Groden

## Weitere SWATH@A&R
Auf Basis der SWATH@A&R-Technik wurden neben den Schiffen vom Typ 60m SWATH@A&R und 25m SWATH@A&R auch davon abweichende Schiffe gebaut.
Die Hanse wurde in den Jahren 1998 bis 2000 als Elbe gebaut. Das Lotsenstationsschiff ist mit 49,81 Metern Länge und 22,55 Metern Breite etwas kleiner als die 60 m SWATH@A&R-Lotsenstationsschiffe. Es ist mit 2136 BRZ und 640 NRZ vermessen und hat eine Tragfähigkeit von 185 Tonnen. Die Hanse diente der Erprobung des SWATH-Systems für die Lotsenversetzung. Seit der Indienststellung der neuen Elbe ist es Ersatzschiff für die Lotsenstationsschiffe in der Elbe- und Wesermündung.
Der Antrieb ist dieselelektrisch. Für die Stromversorgung der Fahrmotoren befinden sich vier Dieselgeneratoren an Bord, für die weitere Stromerzeugung dient ein Hilfsdiesel. Bei den Fahrmotoren handelt es sich um zwei Elektromotoren von STN ATLAS Marine Electronics (Typ: INWA-450 MO-04 A) mit jeweils 1000 kW Leistung. Die beiden Motoren wirken über Getriebe auf je einen Festpropeller. Das Schiff erreicht damit eine Geschwindigkeit von maximal 15 Knoten.
2008 wurde mit der Silver Cloud unter der Baunummer 6480 ein weiteres auf der SWATH-Technik basierendes Schiff als Expeditionsyacht gebaut. Die Silver Cloud ist 40,5 Meter lang und 17,8 Meter breit. Ihr Tiefgang beträgt etwa 4 Meter. Die Höchstgeschwindigkeit des Schiffes beträgt 14 Knoten, als Reisegeschwindigkeit werden 12,5 Knoten angegeben. Bei einer Geschwindigkeit von 10 Knoten hat das Schiff eine Reichweite von 3500 Seemeilen. Das Schiff ist mit einer Master-Suite und vier Gästekabinen für bis zu 12 Passagiere sowie fünf Kabinen für neun Besatzungsmitglieder ausgerüstet.

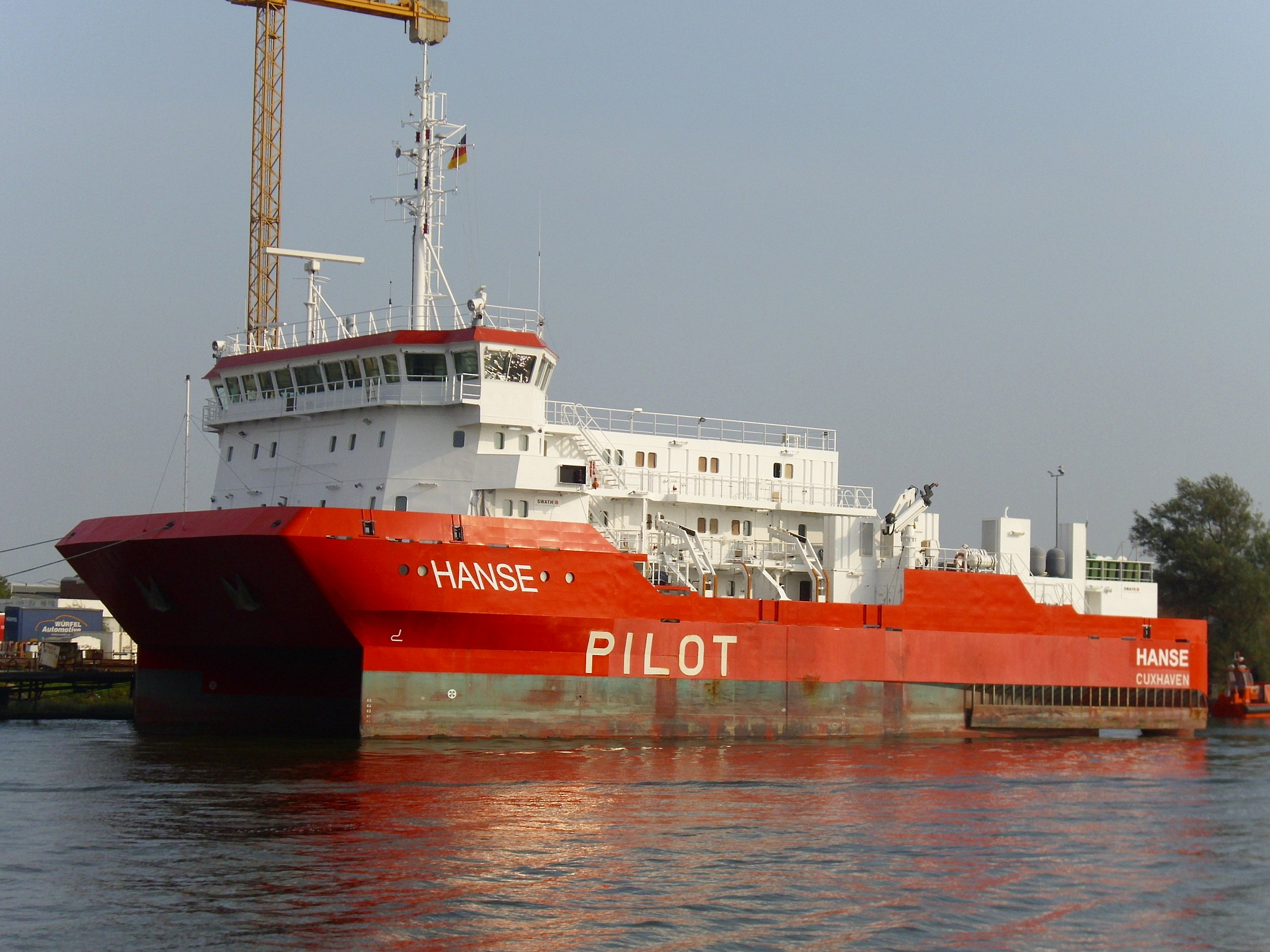
Lotsenstationsschiff Hanse
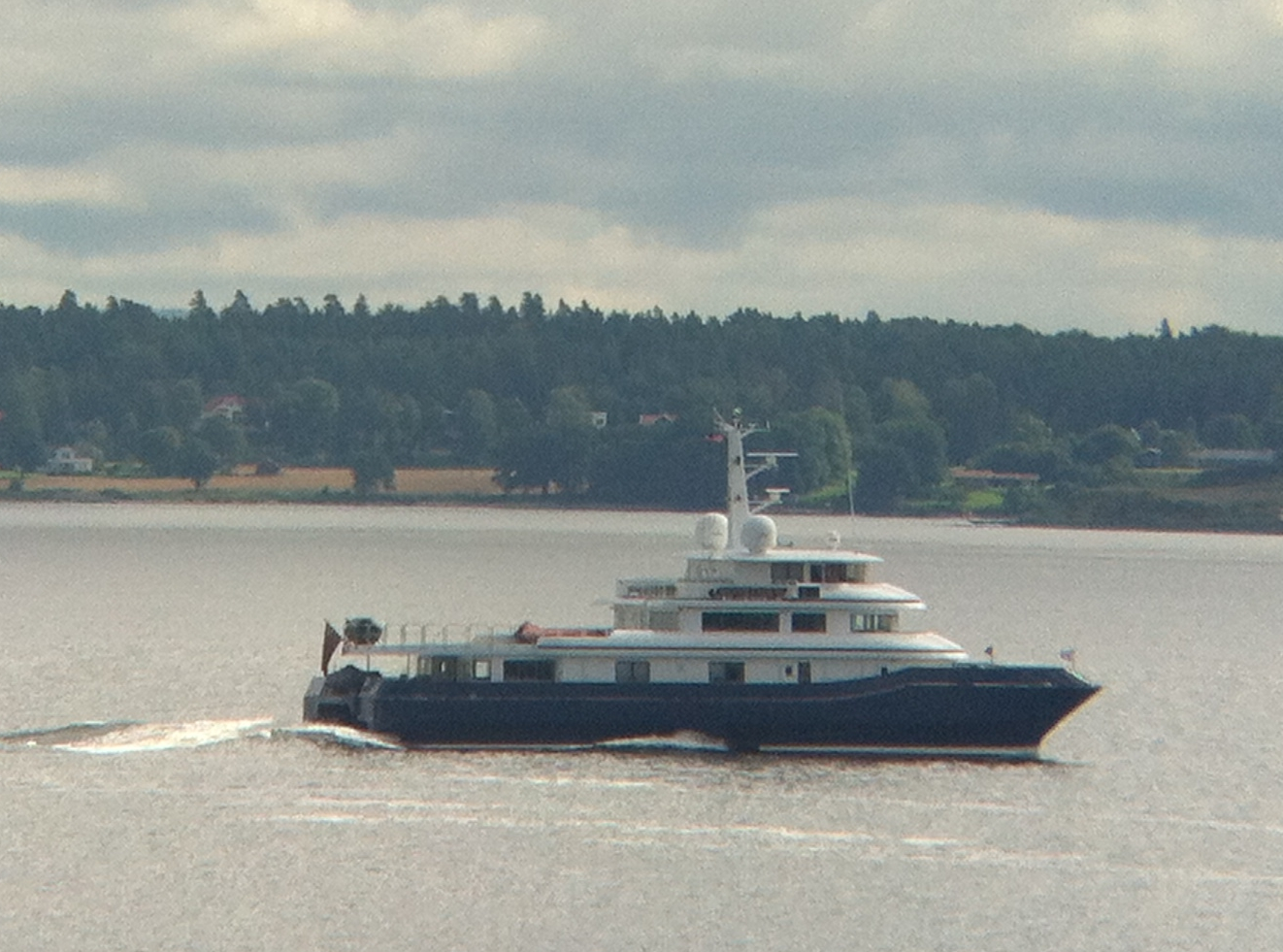
SWATH-Yacht Silver Cloud

## SWASH@A&R - die Weiterentwicklung
Eine Weiterentwicklung ist das SWASH@A&R-Konzept (Small Waterplane Area Single Hull). Ein torpedoförmiger Antriebskörper ist mittig, 3 m unterhalb der Wasseroberfläche, unter der Plattform platziert. Für die Stabilität sorgen die beiden Outrigger an den Außenseiten der Plattform. 
2013 wurde dieses Konzept von A&R  mit dem Lotsentender Explorer umgesetzt. Das Schiff mit der Baunummer 6496 ist 20,55 m lang, wird von zwei Personen gefahren und hat eine Kapazität für acht weitere Personen.
Die Explorer ist das einzige Schiff nach dem SWASH-Konzept von A&R.

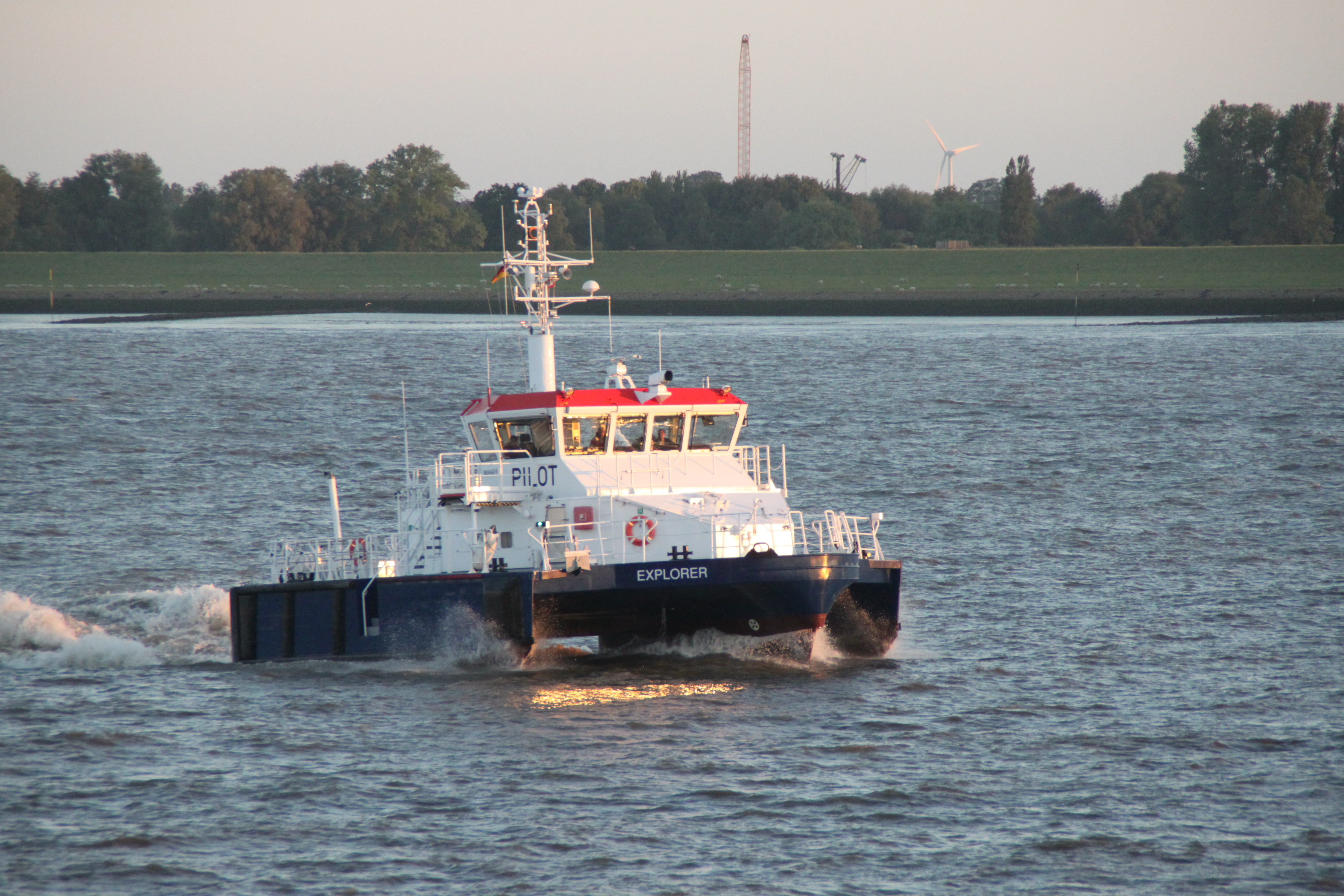
SWASH-Lotsentender Explorer